# Sokołowe
Sokołowe (Falconiformes) – rząd ptaków z podgromady ptaków nowoczesnych Neornithes.

## Charakterystyka
Rząd sokołowych obejmuje gatunki drapieżne, zamieszkujące cały świat poza Antarktydą. Od przedstawicieli rzędu szponiastych (Accipitriformes) odróżniają je następujące cechy:
- posiadanie tzw. „sokolego zęba”, tj. wyrostków po obu stronach górnej części dzioba. Na dolnej części znajdują się odpowiadające im wgłębienia. „Sokoli ząb” pozwala ptakom uśmiercać ofiary poprzez chwyt za kark i zgniatanie kręgów szyjnych.
- otwory nosowe okrągłe, pośrodku z guziczkowatym wyrostkiem
- z reguły nie budują gniazd – jaja składają na półkach skalnych, w dziuplach lub w opuszczonych gniazdach innych ptaków
- wymiana lotek odbywa się u nich w innej kolejności niż u jastrzębiowych.

## Systematyka
Do rzędu należy jedna rodzina:
- Falconidae – sokołowate

U Mielczarka i Cichockiego rodzina sokołowatych klasyfikowana była w podrzędzie sokołowców, w rzędzie szponiastych.